# Mafia II
Mafia II é um jogo de ação-aventura em terceira pessoa, sequência de Mafia. Desenvolvido pela 2K Czech, conhecida anteriormente como Illusion Softworks, e publicado pela 2K Games. Anunciado originalmente em agosto de 2007 na Leipzig Games Convention, foi lançado para PlayStation 3, Xbox 360 e PC em agosto de 2010.

## Jogabilidade
O jogo se passa na década de 1940-50 em Empire Bay, uma cidade fictícia baseada em Nova York, Chicago, Los Angeles, San Francisco e Detroit. Ele possui um mapa de 6 quilômetros quadrados. Há de 30 a 40 carros no jogo (45 na DLC) tais quais musicas licenciadas da época.
Várias armas do jogo anterior estão presentes, como a  Thompson, a Colt M1911 e Calibre 12, além do Revolver 38. Novas armas da Segunda Guerra Mundial tais como a MP40, a M3 submetralhadora, a MG42 e a Beretta Model 38 também estão presentes no jogo.
A interação com objetos do ambiente envolvem dois botões de ação - uma ação padrão e outra ação "violenta" (por exemplo, quando rouba um carro, o jogador pode escolher entre arrombar a fechadura ou quebrar a janela), usado em situações sensíveis ao contexto. Um mapa está incluído como no Mafia original. O sistema de checkpoints foi totalmente reformulado. Novos controles incluem um sistema de cobertura que permite ao jogador se esconder atrás de objetos (tais como geradores, paredes e caixotes) para atirar em inimigos, ao invés de apenas se abaixar atrás de um objeto. Tem sido afirmado pela 2K Czech que as cenas serão criadas pela engine do jogo, ao invés de cenas pré-renderizadas. Por exemplo, se o jogador estiver em um carro e a cena se iniciar, ele estará dirigindo o mesmo carro e se ele estiver danificado, também aparecerá na cena.
O jogo tem três estações de rádio diferentes: Empire Central Radio, Empire Classic Radio e Delta Radio, com músicas licenciadas, notícias e comerciais. Elas incluem músicas de diferentes gêneros tais como rock and roll, big band, rhythm and blues, doo-wop, entre outros e musicas licenciadas por Chuck Berry, The Everly Brothers, Dean Martin, Little Richard, Muddy Waters, Buddy Holly & The Crickets, Bing Crosby, Bill Haley & His Comets, The Chordettes, Bo Diddley, Rick Nelson, Eddie Cochran, The Champs, The Drifters, Screamin' Jay Hawkins, The Andrews Sisters, Ritchie Valens entre outros.

## História
Contexto
Mafia II se passa na Cidade fictícia de Empire Bay, entre os anos de 1945 e 1951, e foca em um conflito entre três Familias italianas que brigam para ter o controle do crime organizado em toda a região, os Clemente, os Falcone e os Vinci. Enquanto os veteranos, ou melhor, os chefes se satisfazem com seus empréstimos e cassinos ilegais, os mais novos buscam um lugar ao sol no mundo do crime, visando enriquecer.
Claro que essas ações logo despertam a atenção e uma guerra entre essas familias logo é iniciada. Vito Scaletta, o nosso protagonista do Game, presencia isso tudo de perto e busca se tornar um dos homens mais poderosos e influentes da Cidade.
Enredo
Em 1943, o jovem ítalo-americano Vito Scaletta é preso acusado de roubo à uma joalheria junto com seu amigo, Joe Barbaro. Como os Estados Unidos tinham entrado na Segunda Guerra Mundial,  Vito teve duas alternativas: ser preso ou servir na guerra. Escolhendo a segunda alternativa, Vito passa dois anos no exército, até que é mandado de volta para casa após tomar um tiro e ficar ferido. Ao retornar, em Fevereiro de 1945, Vito descobre que seu pai já falecido havia deixado uma dívida quase impagável para a sua mãe e sua irmã. Ao reencontrar Joe Barbaro, que estava trabalhando para a máfia dos Clemente, Vito procura uma oportunidade de pagar a dívida de seu pai sem ter que trabalhar por tanto tempo. Joe oferece para Vito alguns trabalhos na máfia dos Clemente, e aos poucos Vito vai entrando no submundo da máfia. Um dia, o mafioso Henry Tomasino, membro da máfia dos Clemente dá um trabalho para Vito: entregar fichas falsificadas em postos de gasolina para aumentar o preço da gasolina, mesmo depois de terminar esse trabalho e pagar a dívida do pai, um dos donos de posto denuncia Vito e ele é condenado a dez anos de prisão numa penitenciária federal. Após seis anos na cadeia (Vito só cumpriu seis anos graças aos seus contatos na máfia), Vito volta para casa, no ano de 1951, com a notícia de que sua mãe tinha morrido e que sua irmã tinha se casado, Vito vai morar com Joe, que agora trabalhava com a máfia dos Falcone, os rivais dos Clemente e máfia mais poderosa de Empire Bay.

## Personagens

### Vito Scaletta
Vittorio "Vito" Antonio Scaletta é o protagonista do jogo. Nasceu na ilha de Sicília, Sul da Itália, em 1925, aos 8 anos, ele e sua família se mudaram para Empire Bay, devido ao baixo salário do pai, o seu alcoolismo e as pobres condições que eles viviam, Vito começou a sua trajetória criminosa cedo, andando com Joe Barbaro, o garoto valentão do bairro. Depois de ser preso por um assalto mal-sucedido, em 1943, do qual Joe fugiu com o objeto roubado, Vito evita a prisão escolhendo se alistar no Exército dos EUA durante a Segunda Guerra Mundial, onde foi mandado para a Operação Husky, que ocorreu na Sicília, com os paraquedistas. A abertura do jogo gira em torno de seu envolvimento na guerra. Ele, então, passou dois anos no front, voltando para Empire Bay com uma folga de alguns dias, pois se feriu em combate ao serviço. Com a ajuda de Joe, ele consegue uma baixa permanente e não precisou voltar para o front. Vito descobre então que seu pai, agora já falecido, contraiu uma dívida alta com um agiota, e decide mergulhar nos crimes mais complexos, para poder saudá-la, já que sua mãe e irmã ainda são coagidas por causa do valor. É então revelado que ele e Joe são os dois mafiosos visto no final de Mafia: The City of Lost Heaven sobre o assassinato de Thomas "Tommy" Angelo.

### Joe Barbaro
Joe é um amigo carreira criminosa ao longo da vida de Vito Scaletta. Audacioso e imprevisível, Joe pode criar problemas, aparentemente do nada. Quando criança, Joe era o valentão da vizinhança. Ele conheceu Vito quando o menino mais novo se ofereceu para lutar com ele para um lugar em sua turma. Ao longo dos próximos 10 anos, fizeram uma boa dupla. A dupla tornou-se mais próxima do que irmãos e confiavam uns nos outros com suas vidas. Como Joe cresceu com bebidas caras, carros velozes e mulheres fáceis, naturalmente a vida de criminoso foi a maneira perfeita para ele alimentar seus vícios pessoais.

### Henry Tomasino
Filho de um mafioso siciliano, que em 1931 enviou aos Estados Unidos para protegê-lo de Mussolini. É um membro de respeito da família Clemente, em que trabalha. Ele quem guia Joe e Vito ao submundo da Mafia.